# Il barone di Munchausen (film 1979)
Il barone di Munchausen (Les Fabuleuses Aventures du légendaire baron de Münchhausen) è un film d'animazione francese del 1979 diretto da Jean Image e  ispirato alle Avventure del Barone di Münchhausen di Goffredo Augusto Bürger.
Nel 1984 ha avuto un seguito, curato dallo stesso studio d'animazione, intitolato Il segreto dei Seleniti.

## Trama
Il barone di Münchhausen, che vive nel castello dei suoi antenati, siede a tavola con i suoi invitati e racconta una volta in più le sue favolose imprese. Egli aveva preso uno stormo di anatre selvatiche con uno spago al quale aveva annodato dei pezzi di lardo, poi ne era stato sollevato in volo;  Un altro giorno aveva dato la caccia ad una lepre che grazie alle sue otto zampe poteva correre senza mai stancarsi.
Improvvisamente un messaggero del re reca al barone una missiva che gli richiede di portare un regalo al pascià del Trukesban; il barone parte quindi immediatamente. Lungo il viaggio incontra cinque personaggi straordinari che prende alle sue dipendenze e che lo accompagnano fino a destinazione: Cavallo, che può correre più velocemente dell'animale da cui prende il nome; Ercole, un uomo dalla forza colossale; Uragano, che può muovere le pale dei mulini a vento col suo respiro; Occhiodifalco, un cacciatore dalla vista portentosa; T'ascolto, che grazie alle sue grandi orecchie può sentire il rumore dell'erba che cresce. Gli capitano anche delle piccole avventure, di cui una di caccia: mancando di pallini di piombo, spara in testa ad un cervo utilizzando dei noccioli di ciliegia e, come conseguenza, un ciliegio cresce tra le corna dell'animale. Giunto al palazzo del pascià, gli consegna il dono, un giocattolo con la palla in oro e pietre preziose.
In onore del barone si tiene una festa, a margine della quale il pascià invita il suo ospite a bere un bicchiere del suo tokaj. Il barone scommette con lui che entro un'ora gli avrebbe fatto gustare del tokaj ancora più squisito proveniente dalle cantine del suo castello. Il pascià dichiara che se il barone vincerà la scommessa gli lascerà prendere dal suo tesoro tant'oro quanto ne può trasportare un solo uomo, ma che in caso contrario gli farà spiccare la testa. Il barone vince grazie a Cavallo, che trasporta la bottiglia correndo come il vento; va poi nella stanza del tesoro con Ercole, che mette tutto l'oro in un grosso sacco che si carica sulle spalle. Il pascià e i suoi cortigiani si sentono traditi e rincorrono il barone e i suoi uomini, ma senza riuscire ad acchiapparli.
Tornato in patria, il barone distribuisce il tesoro ai poveri delle sue terre. Tuttavia, in una successiva missione viene catturato da orientali con cui il suo paese è in guerra e gettato in una cella di una fortezza. Quando questa viene attaccata e bombardata, riesce a scappare cavalcando una palla di cannone e finendo così su di una nuvola, dove si addormenta. Durante il suo sonno, la nube si restringe e cade negli abissi del mare, dove conosce una graziosa sirena, che difende dalle insidie di un grosso pesce spada duellando con quest'ultimo e guadagnando la riconoscenza del padre della sirena, dio dei mari. Ad un certo punto sviene per la mancanza d'aria e viene perciò portato sulla superficie del mare, dove viene raccolto da un grande veliero, che presto viene inghiottita da un'enorme balena. Nel ventre del mostro si trovano anche altre navi, su una delle quali si trova Uragano. Il barone fa collegare le navi per mezzo di funi, in modo che si rimorchino tra di loro, poi ordina a Uragano di soffiare nelle vele delle navi. Sentendo un vento gelido in gola, la balena apre le fauci, così le navi possono uscire.
Marinai e passeggeri, tra i quali si trova il barone, festeggiano la loro liberazione; i feteggiamenti sono tuttavia interrotti dall'attacco di giganteschi rapaci: uno di questi rapisce il barone, che viene condotto in un'isola vulcanica dove essi hanno la base, e processato davanti ad una giuria di uccelli parlanti. Il barone è condannato a morte in quanto esempio della crudeltà degli uomini verso gli uccelli, e gettato in un cratere in eruzione. Grazie ad una pietra scagliata in aria dal vulcano riesce a salvarsi ed è raccolto da un pallone aerostatico condotto da Uragano con la sua nipote, la graziosa Diana, che ha una forte somiglianza con la sirena.
Quando il pallone sorvola il suo castello, il barone lo fa esplodere con la sua spada. Egli atterra sulla sua sedia vuota davanti alla tavola, dove i suoi amici, a cui aveva raccontato tante storie, lo aspettano. Il barone, ora sprofondato del tutto nei suoi sogni, garantisce per se stesso che tutto è accaduto solo nella sua fantasia.

## Distribuzione
Il film ebbe la sua prima in Francia il 24 ottobre 1979. Vinse un premio al Festival cinematografico internazionale di Mosca.
In Italia uscì in VHS per la Mastervideo delle Edizioni San Paolo e fu sporadicamente trasmesso da reti televisive locali.